# Kleiner Berg (Teutoburger Wald)
Der Kleine Berg ist eine markante Erhebung im Übergangsbereich des südwestlichen Teutoburger Waldes und liegt im Dreieck zwischen den niedersächsischen Kurorten Bad Rothenfelde, Bad Laer und der Gemeinde Hilter am Teutoburger Wald im Landkreis Osnabrück.

## Geographie
Der Kleine Berg erhebt sich auf etwa 236 m ü. NHN (je nach Quelle auch geringfügig abweichend) und gehört geologisch zu den Ausläufern des Teutoburger Waldes. Er ist Teil des Höhenzugs, der die Grenze zwischen der Norddeutschen Tiefebene und dem Mittelgebirge markiert. Seine Lage ist geprägt von bewaldeten Hängen, offenen Weideflächen sowie einer Mischung aus landwirtschaftlicher und naturnaher Nutzung.
Der Kleine Berg bildet eine sanfte Wasserscheide zwischen der Hase und der Else, zwei Nebenflüssen der Ems, und bietet aufgrund seiner Lage gute Aussichtspunkte auf das Münsterländer Becken im Süden sowie den Teutoburger Wald im Norden.

## Geologie
Wie viele Erhebungen im Teutoburger Wald ist der Kleine Berg geologisch von Schichten des Oberen Keupers, Buntsandstein und Mergel geprägt. Der Untergrund enthält Ton- und Gesteinsvorkommen, die regional für den Kurbetrieb (insbesondere in Bad Rothenfelde) von Bedeutung waren bzw. sind.

## Flora und Fauna
Der Berg ist von Mischwäldern aus Buchen, Eichen und Ahornarten bedeckt, die insbesondere in den höher gelegenen Lagen typisch sind. Die Umgebung bietet Lebensraum für zahlreiche Tierarten, darunter Füchse, Rehe, Greifvögel sowie eine Vielzahl von Insekten- und Vogelarten. Aufgrund der landschaftlichen Vielfalt ist das Gebiet beliebt bei Wanderern, Naturfreunden und Radfahrern.

## Geschichte
Archäologische Funde deuten auf eine frühzeitliche Nutzung der Höhenzüge rund um den Kleinen Berg hin. In der Umgebung sind Spuren vor- und frühgeschichtlicher Besiedlung zu finden. Während des Mittelalters diente die Region vermutlich als Grenz- und Durchzugsgebiet zwischen verschiedenen Herrschaftsbereichen.
In der Neuzeit gewann das Umland durch den Salzabbau in Bad Rothenfelde sowie den Kurbetrieb an Bedeutung. Der Kleine Berg selbst blieb weitgehend unbebaut, wurde jedoch für forst- und landwirtschaftliche Zwecke genutzt.

## Tourismus und Freizeit
Heute ist der Kleine Berg ein beliebtes Ziel für Spaziergänger, Wanderer und Radfahrer. Zahlreiche Wege verbinden ihn mit den angrenzenden Ortschaften und Kurparks. Vom Berg aus lassen sich mehrere Aussichtspunkte erreichen, darunter auch Abschnitte des Hermannswegs, eines bekannten Fernwanderwegs durch den Teutoburger Wald.
In der Umgebung befinden sich gastronomische Betriebe, Kurkliniken sowie historische Salzwerke, die im Rahmen touristischer Programme besichtigt werden können.